# Hoplosternum littorale
Pour les articles homonymes, voir Guyane (homonymie).
Espèce
Synonymes
- Callichthys littoralis Hancock, 1828
- Callichthys laevigatus Valenciennes, 1836
- Callichthys subulatus Valenciennes, 1840
- Callichthys albidus Valenciennes, 1840
- Callichthys chiquitos Castelnau, 1855
- Hoplosternum stevardii T. N. Gill, 1858
- Callichthys melampterus Cope, 1872
- Hoplosternum schreineri A. Miranda Ribeiro, 1911
- Cascadura maculocephala M. D. Ellis, 1913
- Hoplosternum shirui Fowler, 1940
- Hoplosternum littorale daillyi Hoedeman, 1952
- Hoplosternum thoracatum cayennae Hoedeman, 1961

Hoplosternum littorale est une espèce de poissons-chats (ordre des Siluriformes) d'Amérique du Sud appartenant à la sous-famille des Callichthyinae (famille des Callichthyidae).

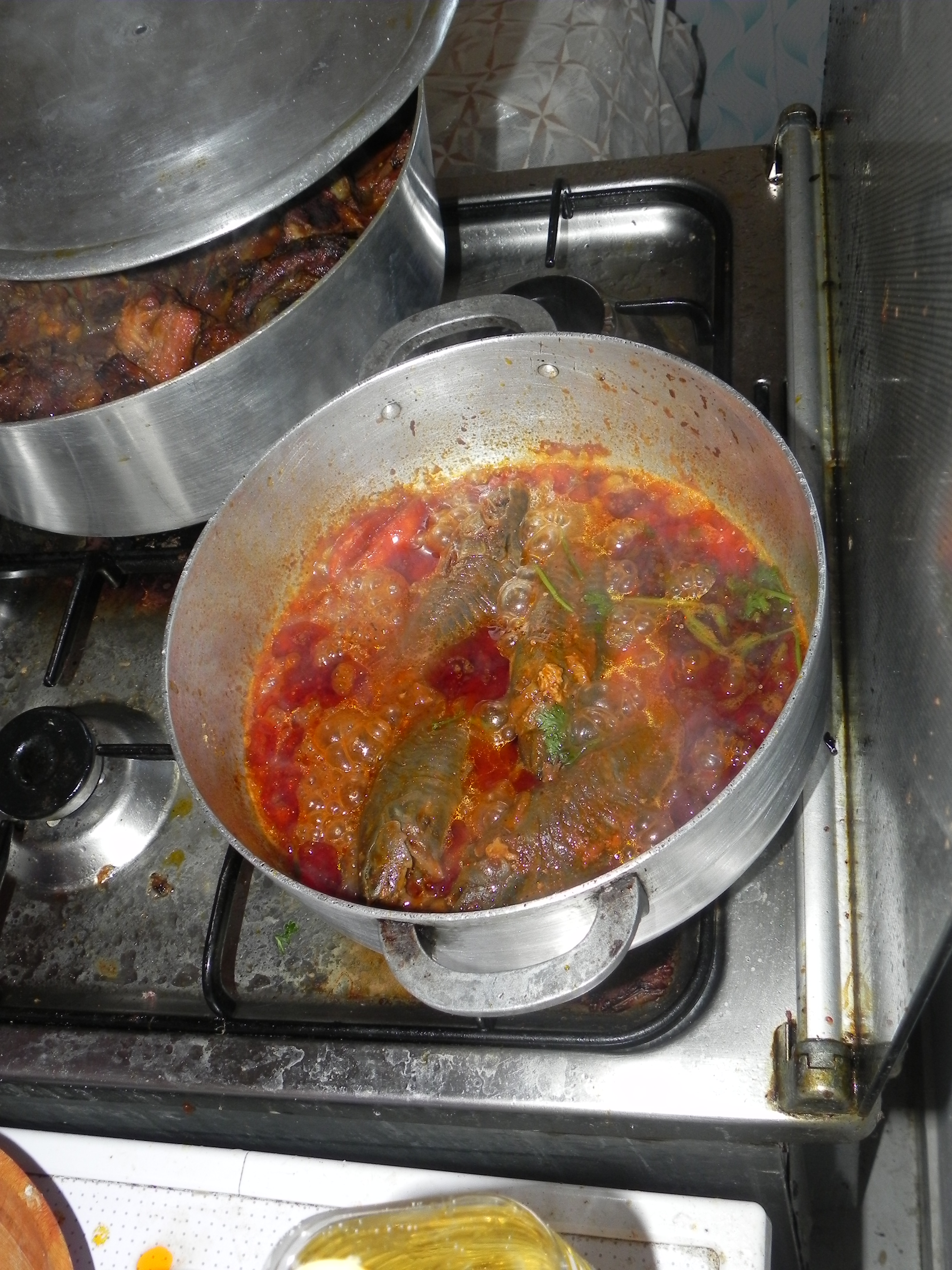
Pimentade d’Atipas selon une recette créole guyanaise

Il est connu en Guyane sous les noms d’Atipa bosco ou Bosko en créole guyanais, Bata ou Katiina kuikui en nenge tongo, Kali walu en kali'na, Kareu en palikur, Katrina kwikwi en saramaka, Atpa en wayana, Tamuata en portugais du Brésil et  Cascudo en français aquariophile.
On l'appelle encore Tamuatá au Brésil, de Hassar au Guyana, Kwi kwi (ou Kwie kwie) au Suriname, Cascadu(ra) à Trinidad et Tobago et Busco ou Currito au Venezuela.
Il peut mesurer jusqu'à 23 centimètres. L’espèce a été décrite pour la première fois en 1828 par Hancock. Gill en déterminera le genre en 1858. L'atipa est très recherché pour la gastronomie dans sa zone de répartition, mais les populations ne sont pas menacées.
Il ne faut pas confondre l’Atipa bosco avec l’Atipa rouge (plus ubiquiste dans les pripris et en forêt) et l’Atipa grand-bois (fréquentant les bras morts des criques forestières).

## Description

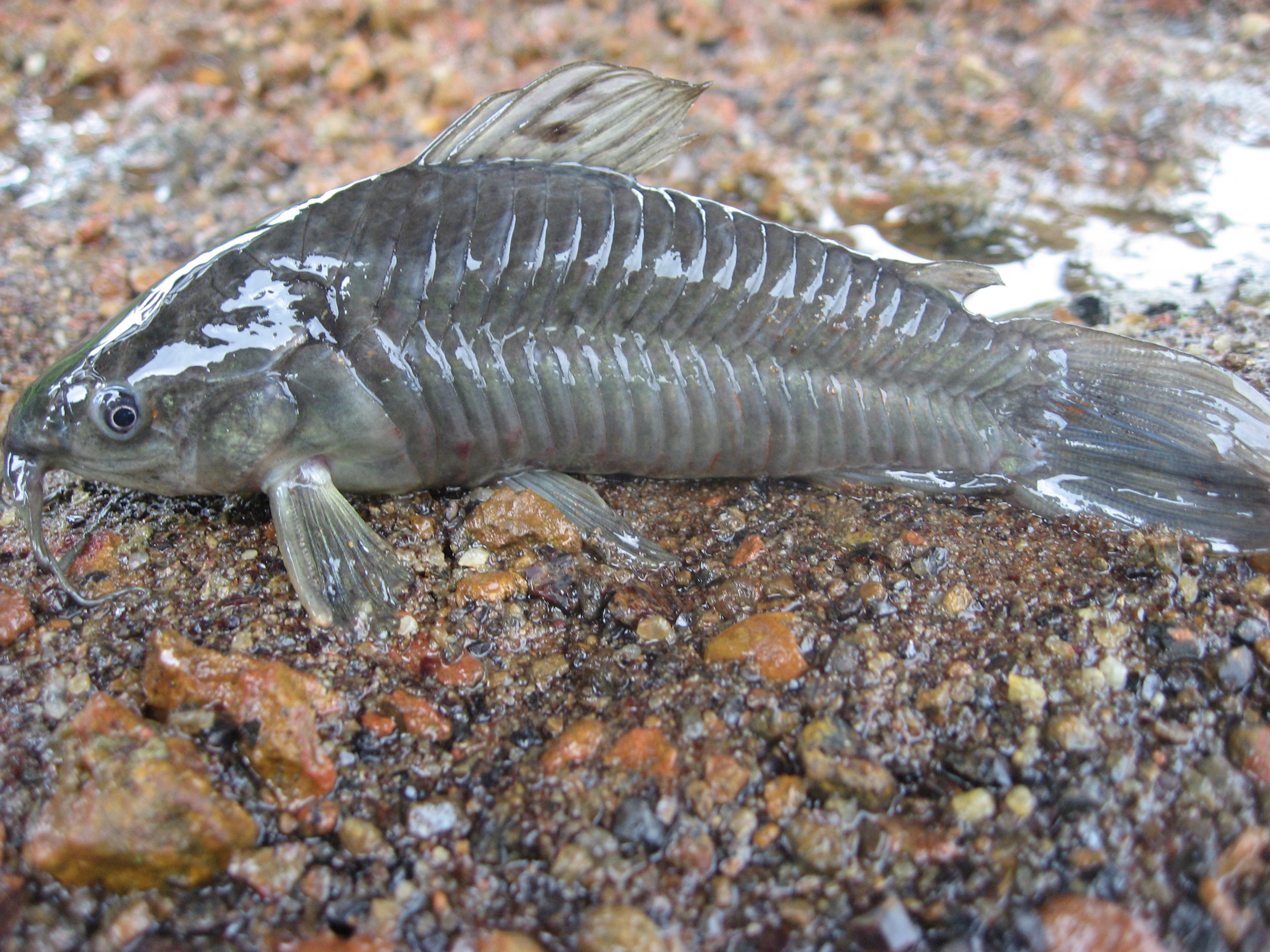
Atipa

L’atipa (Hoplosternum littorale) est un poisson à écailles ossifiées rappelant par sa physionomie certains poissons préhistoriques cuirassés. Il peut se déplacer à terre grâce à deux petites nageoires ressemblant à des pattes, d'où son nom créole "atipa". En saison sèche, il s'abrite dans un cocon de mucus qu'il creuse dans la vase, et respire par les intestins l'air qu'il avale.

## Alimentation
Il se nourrit la nuit de débris végétaux, d'insectes et d'autres invertébrés aquatiques. Il peut également se comporter en charognard.

## Habitat
En Guyane, on le rencontre dans les pripris, marais et mares du littoral.

## Aire de répartition
Son aire de répartition s'étend de l'Orénoque (Venezuela) au Rio Paraná Argentine.C'est un poisson préhistorique.[réf. souhaitée]

## Dimorphisme sexuel
Le mâle (~250 g) est légèrement plus gros que la femelle (~150 g). Le premier rayon de la nageoire pectorale est orange chez le mâle.

## Reproduction
Lors de la reproduction, en début de saison des pluies (décembre-janvier en Guyane) le mâle (parfois aidé de la femelle) construit un nid flottant en bulles, fait de mucus aggloméré à des végétaux. Au cours de la parade nuptiale, la femelle recueille le sperme du mâle dans sa bouche, dépose ses 5 000 à 20 000 ovules dans le nid, puis les arrose de sperme pour les féconder. Le mâle surveille ensuite le nid et se montre agressif pendant les 96-120 heures d'incubation. Les alevins se nourrissent de zooplancton (rotifères, cladocères).

## Élevage
Plusieurs travaux traitent de l'élevage de l'Atipa,,.